# 腐殖质

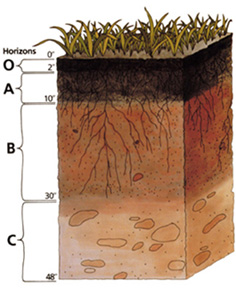
腐植質具有特有的黑色或深棕色，由於有機碳的積累而成為有機物。土壤科學家使用大寫字母 O、A、B、C 和 E 來標識主層位，使用小寫字母來區分這些層位。大多數土壤具有三個主要層位：表層（A）、底土（B）和底層（C）。有些土壤表面有有機層（O），但該層也可以被埋藏。主層位（E）用於礦物明顯流失（淋溶）的地下層位。基岩不是土壤，使用字母 R。

腐殖质又作腐植質，是土壤特异有机质，也是土壤有机质的主要组成部分，约占有机质总量的50%－65%。腐殖土（humus soil）又作腐植土、栽培土，则是富含腐殖质的土壤。
腐殖质是一种分子复杂、抗分解性强的棕色或暗棕色无定形胶体，动植物残体（如：植物枯枝落葉及动物的排泄物、皮毛和屍體）经微生物分解转化又重新合成的一类有机高分子化合物。整体黑色或褐色，无定型。具有适度的粘结性，能够使粘土疏松，粘土粘结，是形成团粒结构的良好胶结剂。腐殖质的成分主要有胡敏酸（humic acid，腐植酸）、富里酸（fulvic acid）、胡敏素（humine）等，其含量比例随土壤而异。
腐殖质含有多種可改善土壤健康的養分，其中最重要的是氮。腐殖質的碳氮比（C:N）通常在 8 到 15 之間，中位數約為 12。腐殖質是無定形的，缺乏植物、微生物或動物所特有的細胞結構。
在養分生物循環中，生物死亡後，生物殘體會進行礦物化的過程轉化成礦質養分。但是生物殘體也會不完全被礦物化。生物殘體會進行腐殖化過程，以腐殖質形式保留下來。即是在養分生物循環中，生物殘體轉化成礦質養分的一個養分儲藏室，腐殖質最終會進行礦物化過程轉化成礦質養分的。腐殖質的重要是當雨水沖走泥土上的礦質養分時，而微生物未能及時分解生物殘體來補充（微生物分解生物殘體時間很慢），腐殖質可以根據土壤養分濃度來釋出養分來補充，對肥力有積極作用。

## 腐植化（Humification）
微生物將大部分土壤有機質分解成無機的礦物質，當這些礦物質融於水中時，植物的根部就可以將其吸收作為養分，有機質變成無機的礦物質，這個過程被稱為「礦化（mineralization （页面存档备份，存于））」。在這個過程中，分解有機物中的氮和其他養分被回收，這就形成氮循環與養分循環。然而，一部分有機物不會礦化，而是通過稱為「腐植化」的過程進行轉化。在現代分析方法出現之前，早期證據讓科學家相信腐植化讓對微生物無法對有機聚合物進行分解，然而，最近的研究表明微生物還是能夠消化腐植質。
腐植化可以在土壤中自然發生，也可以透過人工堆肥產生。有機物透過腐生真菌、細菌、微生物和土壤動物（如：蚯蚓、線蟲、原生動物和節肢動物）的工作進行腐植化，植物遺骸（包括動物消化和排泄的植物遺骸）富含有機化合物，如：糖、澱粉、蛋白質、碳水化合物、木質素、蠟、樹脂和有機酸。土壤中的腐爛反應始於碳水化合物中糖和澱粉的分解，當食腐動物最初侵入死亡的植物器官時，這些糖和澱粉很容易分解，而剩餘的纖維素和木質素分解的很緩慢。簡單的蛋白質、有機酸、澱粉和糖迅速分解，而粗蛋白、脂肪、蠟和樹脂在較長時間內保持相對不變。木質素可被白腐真菌（white-rot fungi）快速轉化，是腐植質的主要的初期產物之一，同時也是微生物和動物活動的副產物。透過腐植化產生的腐植質是植物、動物或微生物來源的化合物和復雜生物化學物質的混合物，在土壤中具有許多功能和益處。蚓糞堆肥（蚯蚓堆肥）是公認最佳的有機肥料。

## 穩定性（Stability）
大部分土壤中的腐植質已經存在超過 100 年，而不是分解成二氧化碳，可以視為穩定的；這些有機物質因為被微生物或酶的作用所保護，因為它們隱藏在土壤團粒內，或與黏土緊密吸附或形成複合物。大部分沒有受到這種保護的腐植質會在 10 年內分解。穩定的腐植質在土壤中提供的植物可利用營養較少，但有助於保持土壤的物理結構。一種非常穩定的腐植質形式是在將精細粉末狀的木炭混入表層土壤後，通過土壤碳的緩慢氧化（氧化還原作用）形成，有人推測這個過程對於形成非常肥沃的亞馬遜黑土可能很重要。然而，最近的研究表明，複雜的土壤有機分子可能比之前認為的要不穩定得多～目前的證據不支持在土壤中形成大分子大小和持久的「腐植物質」，相反，土壤有機物質是逐漸分解的有機化合物的連續體。

## 组成
土壤腐殖质主要由碳、氢、氧、氮、硫、磷等营养元素组成，从元素含量看，胡敏酸含碳、氮、硫较富里酸高，而氧含量较富里酸低；在腐殖质中含氮组分的主要形态有蛋白质-N、肽-N、氨基酸-N、NH3-N，以及嘌呤、嘧啶、杂环结构上的N；在不同环境条件下，腐殖质的含氮组成有明显差异，热带土壤中有较多的酸性氨基酸，而在北极土壤中这类氨基酸含量较低，热带土壤所含碱性氨基酸较其他土壤少。
另外，实验观察表明土壤中氨基酸的组成与细菌产生的氨基酸相似，这说明土壤蛋白质、肽和蛋白质起源于微生物。

## 形成
腐殖质形成是非常复杂的生化过程，有 3 种学说：
- 木质素-蛋白质聚合学说：认为腐殖质由木质素、蛋白质及其分解中间产物，在微生物的作用下发生聚合而成；木质素由不饱和的酚苯丙醇组成，苯环上有羟基，所以在分解中可以形成脂类、酚类和醌类化合物等，这些化合物再与氨基酸、氨及其蛋白质发生聚合反应，形成腐殖质。
- 生化合成学说：认为土壤有机质分解的中间产物，如多元酚和氨基酸等，在微生物分泌的酚氧化酶作用下缩合聚合反应形成腐殖质。
- 化学催化聚合学说：认为土壤有机质分解的中间产物如酚类化合物、氨基酸等在蒙脱石、伊利石和高岭石表面吸附的铁、铝催化下能合成腐殖质。

## 土壤有機物質和腐植質的好處
對於一些人來說，化學穩定的腐植質之重要性在於它對土壤的肥沃性，無論是在物理還是化學層面上，儘管一些農業專家更加關注其它方面的特性，比如它對抑制病害的能力。腐植質有助於土壤增加孔隙，保持水分，並促進良好的土壤結構的形成。將氧氣納入大型有機分子組合物中可以產生許多活性的、帶負電的位點，這些位點與植物營養物質的帶正電的離子（陽離子）結合，通過離子交換使它們更容易被植物吸收。腐植質使土壤中的生物能夠進行餵食和繁殖。
- 將土壤有機物質轉化為腐植質的過程為土壤中的微生物和其他生物提供營養，從而保持高水平和健康的土壤生命。
- 土壤有機物質轉化為腐植質的速率會促進（當速度較快時）或限制（當速度較慢時）土壤中植物、動物和微生物的共存。
- 有效的腐植質和穩定的腐植質是微生物的額外營養來源：前者提供即時可用的供應，後者則作為長期儲存庫。
- 死亡植物物質的分解會導致複雜的有機化合物被慢慢氧化（類木質素腐植質），或者分解成較簡單的形式（糖和氨基糖以及脂肪和酚類有機酸），這些有機物質進一步轉化為微生物生物量（微生物腐植質）或重新組織並進一步氧化為腐植組合物（富勒酸和腐植酸），這些腐植組合物與黏土礦物和金屬氫氧化物結合。植物吸收腐植物質的能力及其代謝方式長期以來一直存在爭議，而現的共識是認為，腐植質在植物生理中的功能是激素調節，而不僅僅是營養供應。
- 腐植質是一種膠體物質，它增加了土壤的陽離子交換能力，因此能夠通過螯合作用儲存養分。雖然這些養分陽離子對植物可用，但它們被土壤保留，不會被雨水或灌溉淋洗。
- 腐植質可以儲存相當於其重量 80-90％ 的水分，從而增加土壤抵抗乾旱的能力。
- 腐植質的生物化學結構使其能夠調節過度酸性或鹼性的土壤條件。
- 在腐植化過程中，微生物分泌出黏性的黏液狀物質，這些物質可以將土壤顆粒黏合在一起，有助於土壤的鬆散結構（土壤質地）並增加土壤通氣性。重金屬和過量營養等有毒物質可以與腐植質的有機分子螯合（chelation），從而防止其流失。
- 腐植質的深色，通常是棕色或黑色，有助於在春季加熱寒冷的土壤。
- 腐植質通過碳固定的潛力可以幫助減緩氣候變化。從農業廢棄物合成的人工腐植酸和人工腐植酸能夠增加土壤中溶解有機物和總有機碳的含量。

總之，其作用有：
養份儲存（保存肥力能力）
土壤除了保存生物殘體被腐殖化的養分外，還可以膠體物質的特色去吸收植物不可缺少的陽離子，如鉀、鈣、鎂等。
土壤顏色
陽離子中鐵離子及腐殖質是土壤顏色的主要染色物質，可以通過土壤顏色去分析土壤陽離子的成分。
土壤結構
土壤團粒結構形式有利植物生長。因為團粒結構具備毛管孔隙、非毛管孔隙等多級孔隙，對土壤水份及土壤空氣有適當協調的作用。這個結構單位內的土壤主要是以膠體物質團結起來的，而腐殖質就是其中的一種。